# 牧野真莉愛
牧野真莉愛（2001年2月2日—）愛知縣出身，隸屬於演藝經紀公司UP-FRONT AGENCY旗下，原Hello! Pro研修生第十七期，於2014年加入女子偶像團體「早安少女組。」(第十二期)，跟同期的羽賀朱音是成團以來頭兩位於2000年代出生的成員。身高165.5公分，血型A型，應援色原本是淺粉紅，後來於2019年改為粉紅。

## 個人簡歷
2011年
- 曾參加「モーニング娘。10期メンバー『元気印』オーディション」，晉級至第三次審查時落選[3]。

2012年
- 曾參加「モーニング娘。11期メンバー『スッピン歌姫』オーディション」，晉級至最終審查後落選。
- 11月1日加入Hello! Pro研修生

2014年
- 在「モーニング娘。'14コンサートツアー秋 GIVE ME MORE LOVE 〜道重さゆみ卒業記念スペシャル〜」中，由道重沙由美於會場中宣布成為第12期成員。

2016年
- 於第62張單曲性感小貓的演説 / 坦率地面對對方 / 不是這樣的中，首次擔任歌曲不是這樣的的中央成員。

2025年
- 7月8日，在野中美希擔任隊長後，牧野也被提拔為副隊長。

## 人物
- 喜歡棒球，由於是愛知縣人，所以就理所當然地成為中日龍的球迷，直到3歲時看到新庄剛志後就改而喜歡北海道日本火腿鬥士，後來成為中田翔的超級粉絲，曾經在舞台上表演過該隊的應援歌。
- 喜歡的前輩與追求的目標為六期成員道重沙由美，曾經說過想和她一樣為早安少女組。奉獻自己的一生。
- 在早安家族中和ANGERME的佐佐木莉佳子感情最好，但也將她視為對手。
- 與同期的羽賀朱音是成團以來頭兩位出生於2000年代的成員。
- 與同期的尾形春水皆為家中的獨生女，15歲時還曾與母親一起洗澡，祖父是梨農。
- 腳的尺寸有25cm。
- 討厭鬼怪；吃東西不喜歡吃太快。
- 喜歡的歌曲為「ザ☆ピ～ス！」，特別喜歡曲中石川梨華的對白。
- 喜歡的食物為「黃豆粉」、「桃子」、「草莓」、「巨峰」、「和菓子」、「披薩」、「洋芋片」、「抹茶」；討厭辣的食物。
- 10期徵選落選時，作為生日禮物曾去夢幻早安少女組。的演唱會中觀摩，認為自己還是想加入早安少女組。而繼續報名參加徵選。
- 小學時期曾是籃球隊的隊員。
- 特技是「芭蕾」、「書法」、「繪畫」、「鴨子嘴」。興趣是「看棒球」、去佛羅里達州的迪士尼樂園。
- 喜歡的顏色是「粉紅」。
- 座右銘為「克己心」。
- 研修生同期的成員有金澤朋子、和田櫻子、岸本ゆめの、加賀楓及一岡伶奈。

## 出演

### RADIO
- モーニング娘。'17 12期日記（2015年1月4日 - 2017年3月26日、FM-FUJI）。
- モーニング娘。'18 牧野真莉愛のまりあん♥LOVEりんですっ♥　（2016年5月31日 - 、 CBCラジオ）。
- GIRLS♥GIRLS♥GIRLS =FULL BOOST= 「モーニング娘。'18のモーニングダイアリー」（2017年4月6日 - 、FM-FUJI）

### 舞台劇
- TRIANGLE-トライアングル（2015年6月18日 - 2015年6月28日 16公演（α編8公演、β編8公演）サンシャイン劇場）－スワスワ中的リンディ　役。
- 『続・11人いる! 東の地平・西の永遠』（2016年6月11日・12日、京都劇場、6月16日 - 26日、サンシャイン劇場）－東：オナ　西：チュチュ　役。
- 演劇女子部「ファラオの墓」（2017年6月2日～6月11日、サンシャイン劇場）－　太陽の神殿編 & 砂漠の月編：アリ　役。
- 演劇女子部「ファラオの墓〜蛇王・スネフェル〜」（2018年6月1日～6月10日、【東京公演】池袋サンシャイン劇場、2018年6月15日～6月17日、【大阪公演】メルパルクホール）－アンケスエン 役。

### CONCERT
- ハロプロ研修生 発表会 2012 〜12月の生タマゴShow!〜（2012年12月9日、Shibuya O-EAST）
- ハロプロ研修生 発表会 2013 〜3月の生タマゴShow!〜（2013年3月31日、横浜BLITZ）
- ハロプロ研修生 発表会 2013 〜春の公開実力診断テスト〜（2013年5月5日、中野サンプラザ）
- ハロプロ研修生 発表会 2013 〜6月の生タマゴShow!〜（2013年6月8日・15日、メルパルク TOKYO・御堂会館）
- ハロプロ研修生 発表会 2013 〜9月の生タマゴShow!〜（2013年9月15日・21日、横浜BLITZ・東別院ホール）
- ハロプロ研修生 発表会 2013 〜12月の生タマゴShow!〜（2013年12月7日・8日・21日、東別院ホール・なんばHatch・ディファ有明）
- ハロプロ研修生 発表会 2014 〜2月・3月の生タマゴShow!〜（2014年2月23日・3月2日・9日、Zepp Tokyo・Zepp Nagoya・なんばHatch）
- ℃-uteコンサートツアー 2014春 〜℃-uteの本音〜（2014年4月5日 - 6月29日、7都市25公演） - チャレンジアクトとして帯同
- ハロプロ研修生 発表会 2014 〜春の公開実力診断テスト〜（2014年5月4日、中野サンプラザ）
- ハロプロ研修生 発表会 2014 〜6月の生タマゴShow!〜（2014年6月14日、Zepp Namba）
- ハロプロ研修生 発表会 2014 〜9月の生タマゴShow!〜（2014年9月7日・15日・23日、Zepp Nagoya・ディファ有明・Zepp Namba）
- ハロプロ研修生 発表会 2014 〜11・12月の生タマゴShow!〜（2014年11月29日・12月6日・29日、Zepp Nagoya・Zepp Tokyo・森ノ宮ピロティホール）

### 新聞・雜誌
- 日刊スポーツ北海道版「モーニング娘。'15牧野真莉愛 Fハート」(2015年1月8日 - 2015年10月29日)
- LOVE berry 專屬模特兒 (2016年9月 - )

### 寫真集
|     | 名稱 | 發行日期       | 出版社           | 備註       |
| --- | ---- | -------------- | ---------------- | ---------- |
|     |      | 2015年11月14日 | オデッセー出版   | 迷你寫真   |
|     |      | 2016年8月6日   | オデッセー出版   | -          |
| 1st |      | 2017年8月30日  | ワニブックス出版 | 主流寫真集 |
| 2nd |      | 2018年2月2日   | ワニブックス出版 | -          |
| 3rd |      | 2018年8月25日  | ワニブックス出版 | -          |
| 4th |      | 2019年2月2日   | ワニブックス出版 | -          |
| 5th |      | 2020年2月2日   | ワニブックス出版 | -          |

## 所屬團體
- 早安少女組。（2014 - ）
- 早安少女組。20th（2017-2018）。

## 外部連結
- http://www.helloproject.com/morningmusume/ （页面存档备份，存于） - ハロー!プロジェクト オフィシャルサイト
- http://www.helloproject.com/morningmusume/profile/maria_makino/ （页面存档备份，存于） - ハロー!プロジェクト オフィシャルサイト
- 牧野真莉愛的Instagram帳戶
- https://hicbc.com/radio/marian-loverin-desu/ （页面存档备份，存于） - CBCラジオ